# Приморска Цезареја
Приморска Цезареја (Кесарија) (грч. παράλιος Καισάρεια, лат. Caesarea Maritima), такође позната и као Палестинска Цезареја (Кесарија) (лат. Caesarea Palestina) је био антички град и лука кога је крајем 1. века п. н. е. саградио Ирод Велики, тадашњи владар Јудеје, а чији се остаци налазе на медитеранској обали данашњег Израела, на пола пута између Тел Авива и Хаифе.
Град, који је у својим делима детаљно описао знаменити јеврејско-римски историчар Јосиф Флавије је убрзо након настанка постао једним од седишта римске управе у Палестини. Након уништења Јерусалима 70. године цар Веспазијан је град претворио у седиште римске провинције, а играла је и важну улогу у развоју хришћанства. Управним седиштем је остала све до 8. века када су Омејиди седиште управе над Палестином преместили у Рамлу. Коначно су је разорили мамелуци 1265. при крају крсташких ратова. На његовом месту су након Берлинског конгреса 1880-их черкеске и босанске избеглице саградиле село познато Кисарија.
Године 1948. су за време израелско-арапског сукоба село заузели Јевреји, а 1952. је на његовом месту саграђен савремени град Цезареја.
У Палестини је постојала и друга Кесарија, на подножју горе Ливана, подигнута галилејским четверовласником Филипом у част ћесара (цара)Тиберија, и звала се Кесарија Филипова.

## Историја

### Антика
Стратонов пирг (Стратонову кулу) подигао је Абдастарт I, или Стратон I, краљ Сидона (владао 365-352 године п. н. е.). Основан је као феничанска колонија и трговачко место.

### Хеленски и рани римски период
Године 90. п. н. е. јудејски краљ Александар Јанеј заузео је Стратонов Пирг да би припојио своме краљевству обално подручје и омогућио развој бродоградње. Стратонов Пирг је остао у поседу Јудеја наредне две генерације, све док подручје није пало под власт Римљана.

## Галерија
- Римске и средњовековне руине у Кесарији, нацртано 1871-77
- Поглед из ваздуха
- Римски аквадукт
- Позориште
- Стубови
- Мозаик